# Mactea matsumurai
Mactea matsumurai is een vliegensoort uit de familie van de roofvliegen (Asilidae). De wetenschappelijke naam van de soort is voor het eerst geldig gepubliceerd in 2003 door Hradský & Geller-Grimm.